# Knight of the Living Dead tour
Knight of the Living Dead tour var en turné av och med det brittiska rockbandet Stone Gods. Men denna turné marknadsförde de deras debutalbum Silver Spoons & Broken Bones.

## Turnén

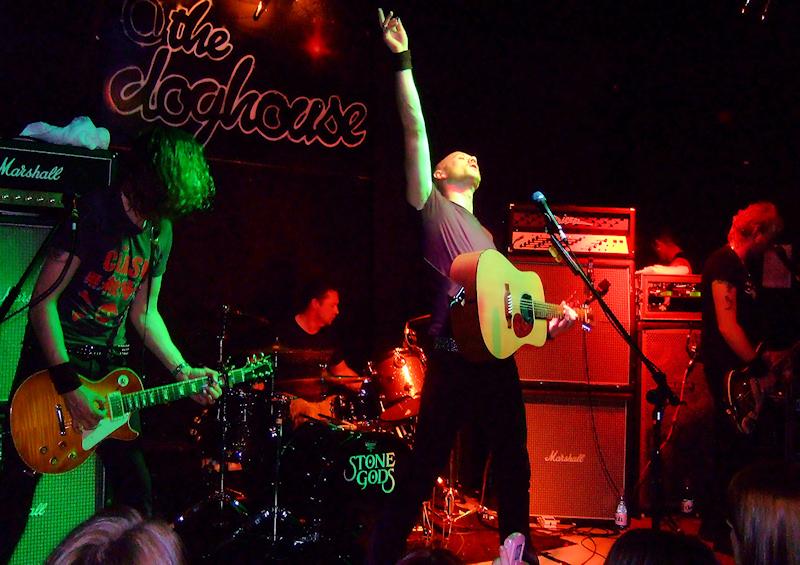
Stone Gods live i Dundee

Turnén var egentligen tänkt att börja redan 10 juni, men den 9 juni meddelades det på bandets officiella webbplats att de tre inledande konserterna ställts in då bandets trummis, Ed Graham, skadat sig. Resten av turnén fullföljdes dock med Robin Goodridge, som tidigare spelat med Bush, bakom trummorna.
Big Linda var förband under turnén. Under den sista spelningen, 29 juni i Norwich, var även HellCat förband.

## Låtlista
Detta är en typisk låtlista för turnén. Under de första två spelningarna, som var på festivaler, var dock låtlistan mycket kortare. Som ett extranummer gjorde bandet en cover på Metallicas låt "Whiplash".
1. "Burn the Witch"
2. "You Brought a Knife to a Gunfight"
3. "Making It Hard"
4. "Magdalene Street"
5. "Knight of the Living Dead"
6. "Don't Drink the Water"
7. "Lazy Bones"
8. "Start of Something"
9. "Defend or Die"
Extranummer
10. "I'm With the Band"
11. "Whiplash"
12. "Oh Whereo My Beero"

## Datum
| Datum          | Arena                  | Stad             | Land      |
| -------------- | ---------------------- | ---------------- | --------- |
| Storbritannien |                        |                  |           |
| 13 juni 2008   | Download Festival      | Castle Donington | England   |
| 14 juni 2008   | Isle of Wight Festival | Isle of Wight    | England   |
| 16 juni 2008   | Academy                | Oxford           | England   |
| 17 juni 2008   | Roadmender             | Northampton      | England   |
| 18 juni 2008   | Concorde 2             | Brighton         | England   |
| 19 juni 2008   | Islington Academy      | London           | England   |
| 21 juni 2008   | Academy 2              | Birmingham       | England   |
| 22 juni 2008   | Academy 2              | Newcastle        | England   |
| 23 juni 2008   | King Tut's Wah Wah Hut | Glasgow          | Skottland |
| 24 juni 2008   | Cabaret Voltaire       | Edinburgh        | Skottland |
| 26 juni 2008   | Doghouse               | Dundee           | Skottland |
| 27 juni 2008   | Academy 2              | Manchester       | England   |
| 28 juni 2008   | Sugarmill              | Stoke-on-Trent   | England   |
| 29 juni 2008   | The Waterfront         | Norwich          | England   |

### Inställda datum
| Datum          | Arena     | Stad      | Land    |
| -------------- | --------- | --------- | ------- |
| Storbritannien |           |           |         |
| 10 juni 2008   | Academy 2 | Liverpool | England |
| 11 juni 2008   | The Point | Cardiff   | Wales   |
| 12 juni 2008   | Thekla    | Bristol   | England |

## Medverkande
- Richie Edwards - gitarr, sång
- Dan Hawkins - gitarr, kör
- Toby MacFarlaine - bas, kör
- Robin Goodridge - trummor